# Leonhard Horlacher
Leonhard Horlacher (* 2. April 1875 in Reubach, heute Rot am See; † 12. Juli 1955 in München) war ein deutscher Politiker (SPD).

## Leben
Horlacher, der Sohn eines Schmiedemeisters, besuchte die Volksschule, erlernte danach den Beruf seines Vaters und war als Wandergeselle unterwegs. 1896 trat er der Sozialdemokratischen Partei, zwei Jahre später der Gewerkschaft bei. Im ersten Jahrzehnt des 20. Jahrhunderts arbeitete er für die Bayerische Staatseisenbahn, wo er zuletzt als Eisenbahnarbeiter tätig war. 1904 war er Mitbegründer des Süddeutschen Eisenbahnerverbandes. Ab 1910 war er Bezirksleiter des Verbands des deutschen Verkehrspersonals bzw. des Eisenbahnerverbandes für Südbayern mit Sitz in München. Die gleiche Funktion übte er ab 1920 für den Deutschen Eisenbahner-Verband (DEV) bzw. ab 1925 den Einheitsverband der Eisenbahner Deutschlands (EdED) aus. Zugleich war er in dieser Zeit auch einige Jahre Armenrat in München.
1918 wurde Horlacher Mitglied des Provisorischen Nationalrats, im Jahr darauf Mitglied des Bayerischen Landtags, dem er bis 1920 angehörte. 1927 wurde er bei der SPD Genossenschaftsrat und Sektionsführer in München. Zudem übernahm er auch eine Reihe anderer Funktionen für die Partei, unter anderem war er Vorstandsmitglied der Partei in München.
Nach der Machtergreifung der Nationalsozialisten 1933 wurde Horlacher mehrere Male verhaftet. Vom 5. März bis 31. März 1933 war er unter den Bedingungen der beginnenden nationalsozialistischen Verfolgung Mitglied des Deutschen Reichstages (gewählt in Düsseldorf-Ost). Aus politischen Gründen wurde er erwerbslos. Er betätigte sich am Widerstand gegen das NS-Regime im Rahmen illegaler gewerkschaftlicher Gruppen, die sich vorrangig aus Eisenbahnern zusammensetzten. Unter anderem stand er auch mit dem bekannten Widerständler Hans Jahn in Kontakt. Die Gestapo nahm Horlacher vom 25. Juli bis 12. November 1940 in „Schutzhaft“, die er im Gefängnis Stadelheim verbrachte. Aus gesundheitlichen Gründen wurde Horlacher aus der Haft vorzeitig entlassen. Eine erneute Haftzeit im Zusammenhang mit der Aktion Gewitter musste Horlacher im September 1944 erdulden.
Nach dem Ende des Zweiten Weltkrieges wurde Horlacher Vorsitzender der bayerischen Landesgewerkschaft Eisenbahn und Post, von 1947 bis 1950 übte er diese Funktion bei der Gewerkschaft der Eisenbahner in Bayern aus. 1946 gehörte er dem beratenden Landesausschuss, dem Vorparlament an. Von 1947 bis zu seinem Tod war er schließlich Mitglied des Bayerischen Senats.